# Punto lagrimal
Los canalículos lagrimales, uno en cada párpado, comienzan con un diminuto orificio conocido como punto lagrimal (también como punctum lagrimal o punto lacrimal). Estos orificios se encuentran en los rebordes de las papilas lagrimales, donde se pueden ver en los márgenes de los párpados, en el extremo lateral del lago lagrimal. Hay dos puntos lagrimales en la parte medial (interna) de cada ojo.
Juntos funcionan como colectores de lágrimas producidas por las glándulas lagrimales. El fluido se conduce hacia el saco lagrimal y de ahí, vía el conducto nasolagrimal, a la parte interna de la nariz.

## Imágenes adicionales

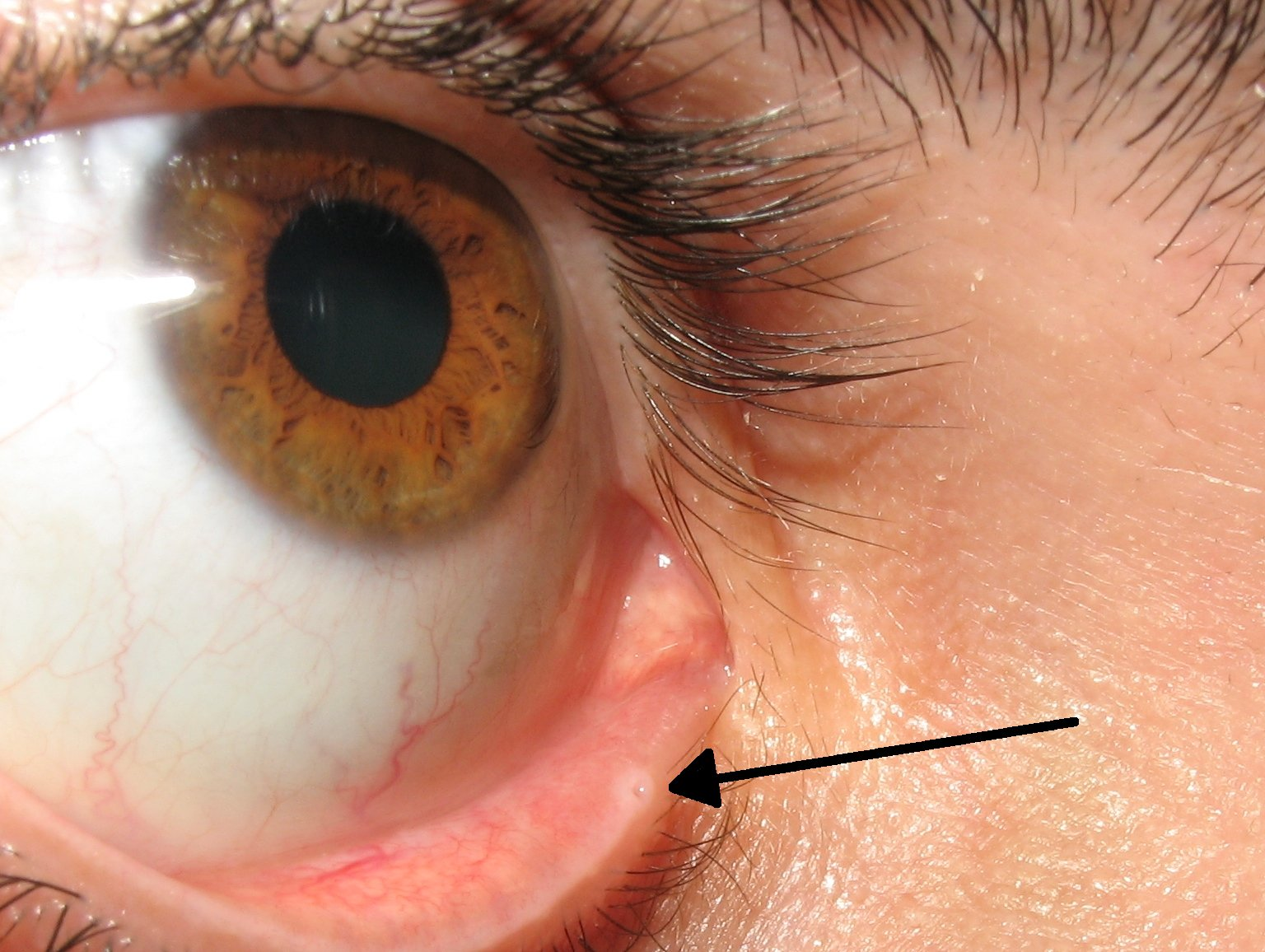
Primer plano del punto lagrimal.